# Liste de volcans extraterrestres
Cet article recense des volcans situés sur d'autres objets astronomiques que la Terre.

## Nomenclature
Dans le cadre de la nomenclature planétaire, l'Union astronomique internationale définit plusieurs termes pouvant être utilisés pour le volcanisme extraterrestre :
- mons : une montagne ;
- patera : un cratère irrégulier ou complexe, avec des bords festonnés ; ce terme fait souvent référence à la cuvette située au sommet d'un volcan ;
- tholus : une petite montagne ou une colline en forme de dôme.

## Liste

### Io

Animation d'une éruption de Tvashtar Paterae, photographiée par la sonde New Horizons en 2007.

Les volcans d'Io, une lune galiléenne de Jupiter, éjectent du basalte, du soufre et du dioxyde de soufre (voir l'article volcanisme sur Io pour plus de détails).
- Ah Peku Patera
- Amaterasu Patera
- Amirani
- Asha Patera
- Babbar Patera
- Dazhbog Patera
- Estan Patera
- Fuchi Patera
- Gish Bar Patera
- Kami-Nari Patera
- Kinich Ahau Patera
- Loki Patera
- Manua Patera
- Masubi
- Maui Patera
- Pélé
- Pillan Patera
- Prométhée
- Ra Patera (en)
- Surt
- Tawhaki Vallis
- Thor
- Tvashtar Paterae
- Zamama (en)

### Lune
Sur la Lune :
- Mer lunaire
- Dôme lunaire
- Mons Hansteen
- Mons Rümker

### Mars

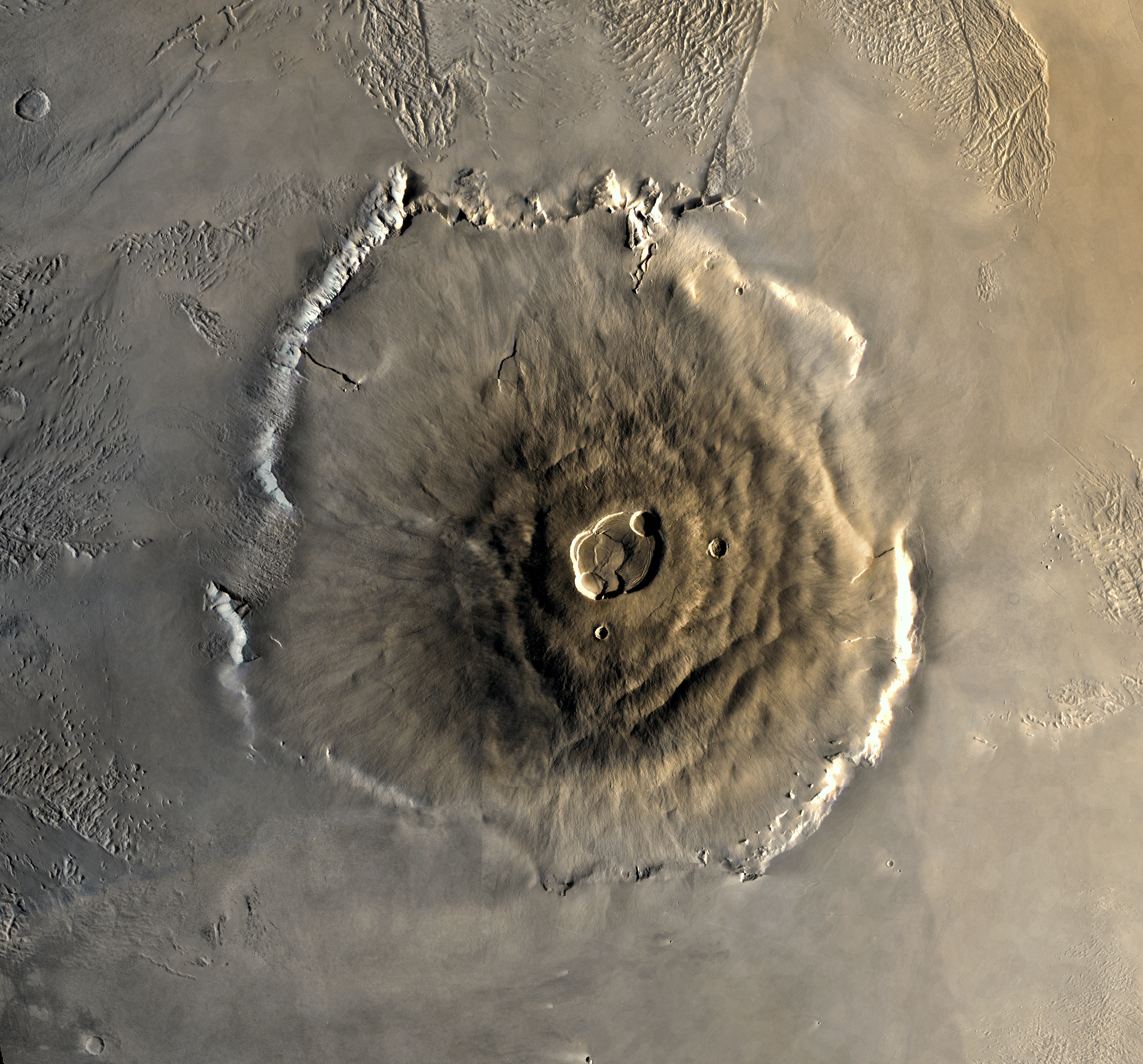
Image satellite de l'Olympus Mons sur Mars.

Sur Mars :
- Alba Mons
- Albor Tholus
- Amphitrites Patera
- Apollinaris Mons
- Arsia Mons
- Ascraeus Mons
- Biblis Tholus
- Ceraunius Tholus
- Elysium Mons
- Hadriacus Mons
- Hecates Tholus
- Jovis Tholus
- Malea Patera
- Meroe Patera
- Nili Patera
- Olympus Mons
- Pavonis Mons
- Peneus Patera
- Pityusa Patera
- Syrtis Major
- Tharsis Tholus
- Tyrrhenus Mons
- Ulysses Tholus
- Uranius Mons
- Uranius Tholus
- Ushas Mons

### Mercure
La plupart des bassins de Mercure contiennent des plaines plates, comme les mare lunaires ; il est probable qu'ils soient remplis par d'anciennes coulées de lave. Des structures d'effondrement indiquant un possible volcanisme ont été détectés dans certains cratères.
Onze dômes volcaniques ont été identifiés sur les images prises par la sonde Mariner 10, dont un dôme de 7 km de haut près du centre d'Odin Planitia.

### Vénus
Sur Vénus :
- Anala Mons
- Colette Patera
- Gula Mons
- Irnini Mons
- Maat Mons
- Sacajawea Patera
- Sapas Mons
- Sappho Patera
- Siddons Patera
- Sif Mons
- Theia Mons
- Ushas Mons

### Autres corps
- Sur Encelade, satellite de Saturne, des geysers d'eau ont été photographiés en éruption par la sonde Cassini.
- Triton, satellite de Neptune, comporte des volcans qui éjecteraient de l'azote liquide, de la poussière et des composés du méthane :
  - Kibu Patera
  - Kraken Catena
  - Leviathan Patera
  - Set Catena
- Titan, principal satellite de Saturne, pourrait posséder des volcans éjectant de l'eau, comme Ganesa Macula et Sotra Facula.